# David Abraham (Fußballspieler)
David Ángel Abraham (* 15. Juli 1986 in Chabás, Santa Fe) ist ein ehemaliger argentinischer Fußballspieler. Der Innenverteidiger begann seine Karriere in Argentinien und wurde 2005 U20-Weltmeister. 2008 wechselte er fest nach Europa und spielte anschließend vier Jahre beim FC Basel, mit dem er dreimal Schweizer Meister und zweimal Schweizer Cupsieger wurde. Nach einem Jahr beim FC Getafe wechselte er in die Bundesliga zur TSG 1899 Hoffenheim. Die letzten fünfeinhalb Jahre seiner Profikarriere stand Abraham bei Eintracht Frankfurt unter Vertrag. Mit dem Verein gewann er als Mannschaftskapitän 2018 den DFB-Pokal.

## Karriere

### Vereine
Abraham begann bei seinem Heimatverein Club Atlético Huracán Chabás mit dem Fußballspielen und wurde zunächst im defensiven Mittelfeld eingesetzt. Ab seiner Zeit beim CA Independiente, für den er von 2003 bis 2007 spielte, war Abraham Innenverteidiger. Anschließend wechselte Abraham zunächst nach Spanien zu Gimnàstic de Tarragona, bevor ihn 2008 der FC Basel verpflichtete. Sein Debüt für den FC Basel gab Abraham im Stade de Suisse beim 2:1-Auswärtssieg gegen den BSC Young Boys am 18. Juli 2008. Sein Europapokal-Debüt gab er am 30. Juli 2008 im Ullevi-Stadion beim 1:1-Unentschieden in der Zweiten Qualifikationsrunde der UEFA Champions League gegen IFK Göteborg. Sein erstes Tor für Basel erzielte er am 16. September 2008 im Gruppenspiel der UEFA Champions League 2008/09 bei der 1:2-Heimniederlage im St. Jakob-Park gegen Schachtar Donezk.
In der Saison 2009/10 gewann Abraham mit dem FC Basel das Double. Sein erstes Meisterschaftstor erzielte er am 24. Juli 2010 beim 2:1-Auswärtssieg gegen den FC Sion. In der Saison 2010/11 wurde er mit dem FC Basel zum zweiten Mal Schweizer Meister. In der folgenden Saison gewann er mit dem FCB zum dritten Mal in Folge die Meisterschaft und gewann zum zweiten Mal den Schweizer Cup.
Zur Saison 2012/13 wechselte Abraham zum FC Getafe; er unterschrieb einen Vierjahresvertrag. Am 22. Januar 2013 wechselte Abraham zum deutschen Bundesligisten TSG 1899 Hoffenheim. Er unterschrieb einen Vertrag bis Ende Juni 2016. Am 27. Mai 2013 erzielte Abraham sein erstes Tor für die TSG beim Relegations-Rückspiel gegen den 1. FC Kaiserslautern und verhalf seinem Team damit zum Klassenerhalt.

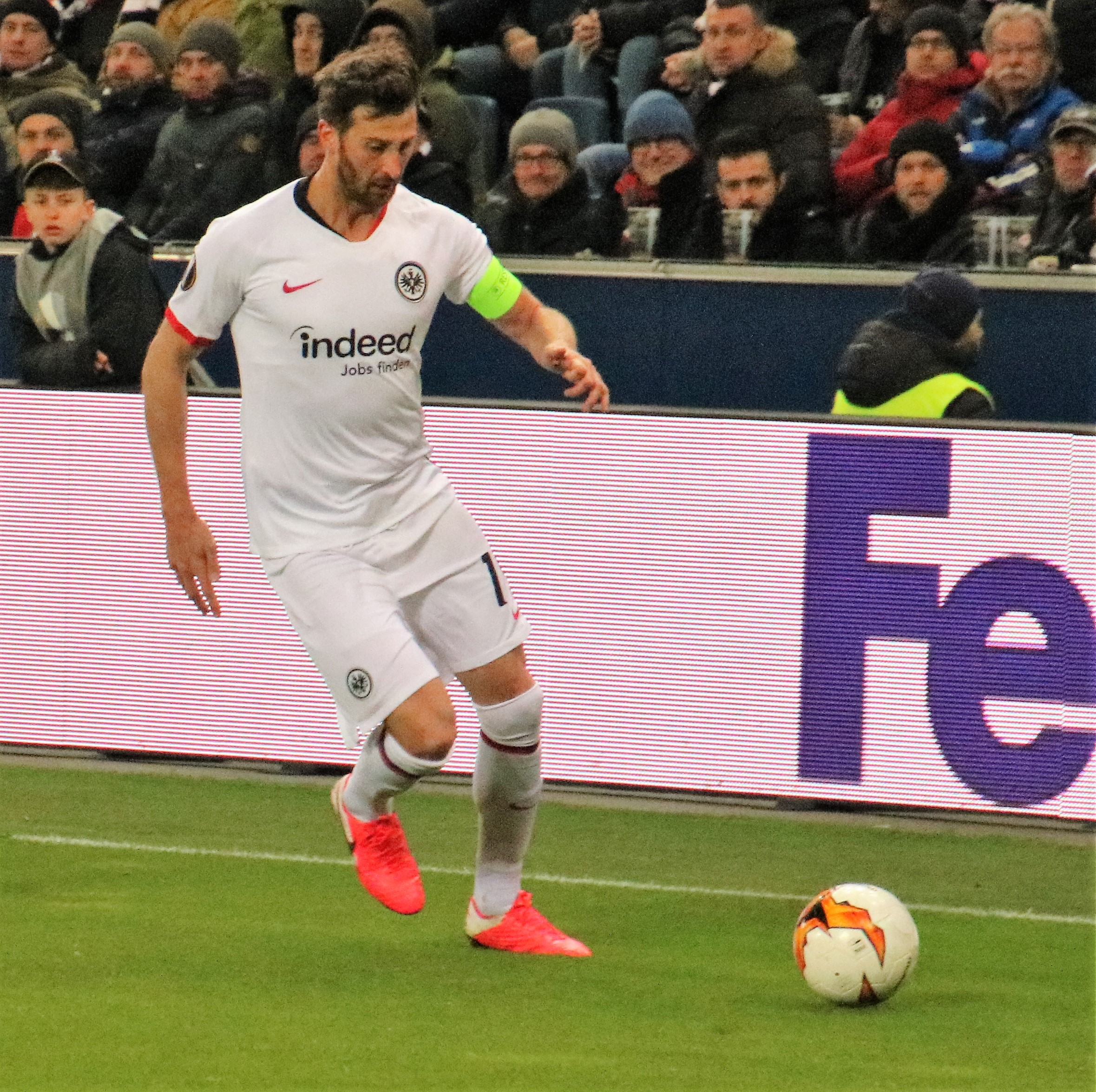
David Abraham (2020)

Zur Spielzeit 2015/16 wechselte Abraham zum Ligakonkurrenten Eintracht Frankfurt, bei dem er einen Dreijahresvertrag unterschrieb. Unter Armin Veh war er auf Anhieb Stammspieler in der Viererkette. In einer durchwachsenen Saison hielt Abraham mit seiner Mannschaft die Klasse letztlich unter dem neuen Cheftrainer Niko Kovač in der Relegation gegen den 1. FC Nürnberg, wobei der Argentinier lediglich drei Ligaspiele verpasst und auch in der Relegation jeweils die volle Spielzeit auf dem Feld gestanden hatte. In der Spielzeit 2016/17 war er in Frankfurts Verteidigung weiterhin gesetzt und erreichte mit seinem Team das DFB-Pokal-Endspiel, das mit 1:2 gegen Borussia Dortmund verloren ging. Im Dezember 2017 verlängerte Abraham seinen Vertrag in Frankfurt vorzeitig bis 2021. In der Saison spielte sich Abraham mit der Eintracht erneut ins Pokalfinale. Dort gewann die Mannschaft im Mai 2018 nach einem 3:1-Sieg gegen den FC Bayern München den ersten Titel seit 30 Jahren und qualifizierte sich dadurch für die Gruppenphase der Europa League. Nachdem Abraham aufgrund von Verletzungen des eigentlichen Mannschaftskapitäns Alex Meier schon in den beiden Vorsaisons häufig mit der Kapitänsbinde aufgelaufen war, übergab ihm nach dessen Abgang Frankfurts neuer Trainer Adi Hütter zu Beginn der Spielzeit 2018/19 das Kapitänsamt. In jener Saison absolvierte er in der Europa League 8 Spiele seiner Mannschaft und drang mit ihr nach Siegen gegen Schachtar Donezk, Inter Mailand und Benfica Lissabon bis ins Halbfinale gegen den FC Chelsea vor, dem sie sich im Elfmeterschießen geschlagen geben musste. Abraham bezeichnete die Niederlage später als den wohl bittersten Moment seiner Karriere. Am 10. November 2019 sorgte er im Spiel gegen den SC Freiburg für Aufsehen, als er in der Nachspielzeit der Partie Freiburgs Trainer Christian Streich, der zwischen ihm und dem ins Aus gespielten Ball stand, an der Seitenlinie umrannte und dafür die Rote Karte erhielt. Neben einer vereinsinternen Geldstrafe wurde der Argentinier vom DFB-Sportgericht für sieben Wochen gesperrt, was sechs Pflichtspielen entsprach.
Am 17. Januar 2021 bestritt Abraham beim 3:1-Heimsieg der Eintracht gegen den FC Schalke 04 sein letztes Profispiel und beendete anschließend seine Profikarriere, um mehr Zeit für seine in Argentinien lebende Familie zu haben. Er wechselte zurück zu seinem Jugendverein Club Atlético Huracán Chabás in die fünftklassige Liga Casildense de Fútbol. Dort spielte er noch eine Saison.

### Nationalmannschaft
Abraham gehörte zur argentinischen U20-Mannschaft, die bei der Junioren-Weltmeisterschaft 2005 den Titel gewann.

## Erfolge
FC Basel
- Schweizer Meister: 2010, 2011, 2012
- Schweizer Cupsieger: 2010, 2012

Eintracht Frankfurt
- DFB-Pokal-Sieger: 2018
  - Finalist: 2017

Nationalmannschaft
- U20-Weltmeister: 2005

## Sonstiges
Neben der argentinischen besitzt Abraham auch die italienische Staatsbürgerschaft. Er ist Vater eines Sohnes.